# Bernhard Pickl
Bernhard Pickl (Scheibbs, 3 de marzo de 1991) es un deportista austríaco que compite en tiro, en la modalidad de rifle.
Ganó una medalla de bronce en el Campeonato Mundial de Tiro de 2022 y diez medallas en el Campeonato Europeo de Tiro entre los años 2013 y 2024. En los Juegos Europeos de Minsk 2019 consiguió una medalla de plata en la prueba de rifle pos. tendida 50 m mixto.

## Palmarés internacional
| Campeonato Mundial | Campeonato Mundial  | Campeonato Mundial | Campeonato Mundial             |
| Año                | Lugar               | Medalla            | Prueba                         |
| ------------------ | ------------------- | ------------------ | ------------------------------ |
| 2022               | El Cairo (Egipto)   | Medalla de bronce  | Rifle 3 posiciones 300 m mixto |
| Juegos Europeos    |                     |                    |                                |
| Año                | Lugar               | Medalla            | Prueba                         |
| 2019               | Minsk (Bielorrusia) | Medalla de plata   | Rifle pos. tendida 50 m mixto  |
| Campeonato Europeo |                     |                    |                                |
| Año                | Lugar               | Medalla            | Prueba                         |
| 2013               | Odense (Dinamarca)  | Medalla de bronce  | Rifle 50 m mixto               |
| 2013               | Osijek (Croacia)    | Medalla de bronce  | Rifle estándar 300 m           |
| 2017               | Bakú (Azerbaiyán)   | Medalla de oro     | Rifle estándar 300 m           |
| 2019               | Lonato (Italia)     | Medalla de oro     | Rifle estándar 300 m           |
| 2019               | Lonato (Italia)     | Medalla de plata   | Rifle 3 posiciones 300 m       |
| 2021               | Osijek (Croacia)    | Medalla de plata   | Rifle estándar 300 m           |
| 2022               | Zagreb (Croacia)    | Medalla de plata   | Rifle estándar 300 m           |
| 2024               | Osijek (Croacia)    | Medalla de oro     | Rifle estándar 300 m           |
| 2024               | Osijek (Croacia)    | Medalla de plata   | Rifle 3 posiciones 300 m       |
| 2024               | Osijek (Croacia)    | Medalla de bronce  | Rifle 3 posiciones 300 m mixto |